# Vojtěchov (Chrudimi járás)
Vojtěchov település Csehországban, a Chrudimi járásban. Vojtěchov Jeníkov, Raná, Pokřikov, Hlinsko, Krouna és Kladno településekkel határos. Lakosainak száma 393 fő (2024. január 1.).

## Népesség
A település lakosságának változását az alábbi diagram mutatja:
| Lakosok száma | 577  | 535  | 589  | 476  | 439  | 422  | 422  | 417  | 396  | 393  |
|               | 1869 | 1890 | 1921 | 1950 | 1980 | 2001 | 2017 | 2019 | 2022 | 2024 |